# Yosuke Yuzawa
Yosuke Yuzawa (湯澤 洋介 Yuzawa Yosuke?, nacido el 16 de octubre de 1990 en Tochigi) es un futbolista japonés que se desempeña como centrocampista.<re>J. League (en japonés)</ref>

## Trayectoria

### Clubes
| Club           | País  | Año         |
| -------------- | ----- | ----------- |
| Tochigi SC     | Japón | 2013 - 2015 |
| Mito HollyHock | Japón | 2016 - 2017 |
| Kyoto Sanga FC | Japón | 2018 - 2019 |
| Sagan Tosu     | Japón | 2020 - 2022 |

## Estadística de carrera

### J. League
| Club           | Año   | J. League | J. League | Copa J. League | Copa J. League | Total | Total |
| Club           | Año   | Part.     | Goles     | Part.          | Goles          | Part. | Goles |
| -------------- | ----- | --------- | --------- | -------------- | -------------- | ----- | ----- |
| Tochigi SC     | 2013  | 23        | 1         | -              | -              | 23    | 1     |
| Tochigi SC     | 2014  | 37        | 3         | -              | -              | 37    | 3     |
| Tochigi SC     | 2015  | 27        | 0         | -              | -              | 27    | 0     |
| Mito HollyHock | 2016  | 38        | 3         | -              | -              | 38    | 3     |
| Mito HollyHock | 2017  | 35        | 1         | -              | -              | 35    | 1     |
| Total          | Total | 160       | 8         | 0              | 0              | 160   | 8     |